# 玉州区
玉州区是中国广西壮族自治区玉林市所辖的一个市辖区。总面积为1252平方公里，是玉林市人民政府所在地，玉林市政治、經濟、文化的中心。

## 行政区划
玉州区下辖5个街道办事处、4个镇：
玉城街道、南江街道、城西街道、城北街道、名山街道、大塘镇、茂林镇、仁东镇和仁厚镇。

## 人口
根據第七次人口普查數據，截至2020年11月1日零時，玉州區常住人口為908121人。

## 交通

### 公路
- 广昆高速、 玉林繞城高速、 241国道、 324国道

### 鐵路
- 玉林站：黎湛鐵路、馬玉鐵路、玉鐵鐵路